# メトキセタミン
メトキセタミン(Methoxetamine, 略称MXE, ほかMKET, MOX, mexxy)は解離性麻酔薬の一つである。3-MeO-2-Oxo-PCEとも呼ばれ、アリルシクロヘキシルアミン系に属し、ケタミンのデザイナードラッグとして広く流通していた。

## 規制
2016年より向精神薬に関する条約のスケジュールIIに指定された。

### 日本
2012年7月1日に指定薬物となった。
2016年6月26日をもって麻薬に指定された。

### 英国
2012年4月5日付けで規制された。
死者2名を出す結果となった。

## 関連記事
- 幻覚剤